# Lidsija Marosawa
Lidsija Aljaksandrauna Marosawa (belarussisch Лідзія Аляксандраўна Марозава; englische Transkription Lidziya Marozava; * 8. Oktober 1992 in Minsk) ist eine belarussische Tennisspielerin.

## Karriere
Marosawa begann mit neun Jahren Tennis zu spielen, ihr bevorzugtes Terrain ist der Hartplatz. Bis September 2015 spielt sie ausschließlich Turniere des ITF Women’s Circuit, auf denen sie bereits einen Einzel- und 21 Doppeltitel gewinnen konnte.
Im Oktober 2017 gewann sie gemeinsam mit Lesley Kerkhove beim Hartplatzturnier in Luxemburg ihr erstes WTA-Turnier im Doppel. Bislang gewann Marosawa drei Doppeltitel auf der WTA-Tour. Im Oktober 2018 erreichte sie mit Platz 37 ihre bislang beste Weltranglistenposition im Doppel; im Einzel kam sie bisher nicht über Platz 468 hinaus.
2013 spielte sie erstmals für die belarussische Fed-Cup-Mannschaft, ihre Fed-Cup-Bilanz weist bislang 4 Siege bei 3 Niederlagen aus.

## Turniersiege

### Einzel
| Nr. | Datum              | Turnier | Kategorie   | Belag     | Finalgegnerin    | Ergebnis |
| --- | ------------------ | ------- | ----------- | --------- | ---------------- | -------- |
| 1.  | 17. September 2017 | Guiyang | ITF $25.000 | Hartplatz | Sabina Sharipova | 6:2, 6:4 |

### Doppel
| Nr. | Datum              | Turnier             | Kategorie         | Belag             | Partnerin              | Finalgegnerinnen                       | Ergebnis          |
| --- | ------------------ | ------------------- | ----------------- | ----------------- | ---------------------- | -------------------------------------- | ----------------- |
| 1.  | 27. Dezember 2012  | Istanbul            | ITF $10.000       | Hartplatz (Halle) | Jekaterina Jaschina    | Ekaterine Gorgodze Sopia Kwazabaia     | 6:3, 6:2          |
| 2.  | 27. Januar 2013    | Scharm asch-Schaich | ITF $10.000       | Hartplatz         | Jekaterina Jaschina    | Melanie Klaffner Melis Sezer           | 6:3, 6:1          |
| 3.  | 8. Juni 2013       | Scharm asch-Schaich | ITF $10.000       | Hartplatz         | Kyra Shroff            | Alina Mikejewa Sylwia Zagórska         | 6:4, 6:2          |
| 4.  | 5. Juli 2013       | Istanbul            | ITF $10.000       | Hartplatz         | Polina Leikina         | Maryna Kolb Nadija Kolb                | 7:62, 7:5         |
| 5.  | 6. Juni 2014       | Kasan               | ITF $10.000       | Sand              | Margarita Lasarewa     | Polina Nowoselowa Sofia Smagina        | 6:1, 0:6, [10:6]  |
| 6.  | 13. Juni 2014      | Minsk               | ITF $10.000       | Sand              | Swjatlana Piraschenka  | Anna Smolina Lijubow Wassiljewa        | 6:1, 6:3          |
| 7.  | 7. November 2014   | Équeurdreville      | ITF $25.000       | Hartplatz (Halle) | Olga Doroschina        | Fanny Caramaro Alice Ramé              | 6:3, 6:3          |
| 8.  | 14. November 2014  | Minsk               | ITF $25.000       | Hartplatz (Halle) | Ilona Kremen           | Olga Doroschina Sofia Shapatava        | 6:3, 6:4          |
| 9.  | 21. Februar 2015   | Moskau              | ITF $25.000       | Hartplatz (Halle) | Anastassija Wassyljewa | Natela Dsalamidse Weronika Kudermetowa | 6:4, 6:4          |
| 10. | 10. April 2015     | Dijon               | ITF $15.000       | Hartplatz (Halle) | Olga Doroschina        | Nicola Geuer Laura Schaeder            | 4:6, 6:2, [10:2]  |
| 11. | 26. Juli 2015      | Darmstadt           | ITF $25.000       | Sand              | Irina Chromatschowa    | Pemra Özgen Anne Schäfer               | 6:4, 6:4          |
| 12. | 2. August 2015     | Horb                | ITF $15.000       | Sand              | Carolin Daniels        | Catalina Pella Guadalupe Pérez Rojas   | 7:63, 4:6, [10:7] |
| 13. | 21. August 2015    | St. Petersburg      | ITF $25.000       | Sand              | Carolin Daniels        | Natela Dsalamidse Weronika Kudermetowa | 6:4, 4:6, [10:6]  |
| 14. | 12. September 2015 | Biarritz            | ITF $100.000      | Sand              | Başak Eraydın          | Réka Luca Jani Stephanie Vogt          | 6:4, 6:4          |
| 15. | 25. Dezember 2016  | Ankara              | ITF $50.000       | Hartplatz (Halle) | Anna Blinkowa          | Sabina Sharipova Jekaterina Jaschina   | 4:6, 6:3, [11:9]  |
| 16. | 11. März 2017      | Zhuhai              | ITF $60.000       | Hartplatz         | Lesley Kerkhove        | Ljudmyla Kitschenok Nadija Kitschenok  | 6:4, 6:2          |
| 17. | 10. Juni 2017      | Essen               | ITF $25.000       | Sand              | Carolin Daniels        | Anita Husarić Kimberley Zimmermann     | 6:1, 6:4          |
| 18. | 19. August 2017    | Leipzig             | ITF $25.000       | Sand              | Walentina Iwachnenko   | Tereza Mrdeža Ankita Raina             | 6:2, 6:1          |
| 19. | 15. September 2017 | Guiyang             | ITF $25.000       | Hartplatz         | Sabina Sharipova       | Jiang Xinyu Tang Qianhui               | 6:2, 6:3          |
| 20. | 21. Oktober 2017   | Luxemburg           | WTA International | Hartplatz (Halle) | Lesley Kerkhove        | Eugenie Bouchard Kirsten Flipkens      | 6:74, 6:4, [10:6] |
| 21. | 6. September 2020  | Prag                | WTA Challenger    | Sand              | Andreea Mitu           | Giulia Gatto-Monticone Nadia Podoroska | 6:4, 6:4          |
| 22. | 17. April 2021     | Oeiras              | W60               | Sand              | Andreea Mitu           | Marina Melnikowa Conny Perrin          | 3:6, 6:4, [10:3]  |
| 23. | 25. Juli 2021      | Gdynia              | WTA 250           | Sand              | Anna Danilina          | Kateryna Bondarenko Katarzyna Piter    | 6:3, 6:2          |
| 24. | 31. Juli 2021      | Belgrad             | WTA Challenger    | Sand              | Wolha Hawarzowa        | Alena Fomina Jekaterina Jaschina       | 6:2, 6:2          |
| 25. | 27. Februar 2022   | Guadalajara         | WTA 250           | Hartplatz         | Kaitlyn Christian      | Wang Xinyu Zhu Lin                     | 7:5, 6:3          |
| 26. | 12. März 2022      | Irapuato            | ITF W60+H         | Hartplatz         | Kaitlyn Christian      | Anastassija Tichonowa Daniela Vismane  | 6:0, 6:2          |
| 27. | 1. Juli 2023       | Bad Homburg         | WTA 250           | Rasen             | Ingrid Gamarra Martins | Eri Hozumi Monica Niculescu            | 6:0, 7:63         |

## Abschneiden bei Grand-Slam-Turnieren

### Doppel
| Turnier         | 2017 | 2018 | 2019 | 2020 | 2021 | 2022 | 2023 | 2024 | Karriere |
| --------------- | ---- | ---- | ---- | ---- | ---- | ---- | ---- | ---- | -------- |
| Australian Open | —    | 2    | 2    | —    | —    | 1    | 1    | 1    | 2        |
| French Open     | —    | 1    | 1    | —    | —    | 2    | 1    | 1    | 2        |
| Wimbledon       | 2    | 1    | 1    |      | —    | —    | AF   | —    | AF       |
| US Open         | —    | 2    | 1    | —    | 1    | 2    | 1    | —    | 2        |

Zeichenerklärung: S = Turniersieg; F, HF, VF, AF = Einzug ins Finale / Halbfinale / Viertelfinale / Achtelfinale; 1, 2, 3 = Ausscheiden in der 1. / 2. / 3. Hauptrunde; Q1, Q2, Q3 = Ausscheiden in der 1. / 2. / 3. Qualifikationsrunde; nicht ausgetragen